# Iglesia de Santa Marina (Andóin)
La iglesia de Santa Marina es un edificio situado en el concejo español de Andóin, en la provincia de Álava.

## Descripción
El edificio se encuentra en el concejo español de Andóin, del municipio de Aspárrena, perteneciente a la provincia de Álava, en la comunidad autónoma del País Vasco. Se menciona como iglesia parroquial del lugar en el segundo volumen del Diccionario geográfico-estadístico-histórico de España y sus posesiones de Ultramar de Pascual Madoz, donde aparece descrita con las siguientes palabras: «la igl. parr. (Sta. Marina), es matriz y servida por un beneficiado». En el tomo de la Geografía general del País Vasco-Navarro dedicado a Álava y escrito por Vicente Vera y López, se dice lo siguiente: «Su parroquia, con aneja, es de categoría rural de primera clase, dedicada á Santa Marina y pertenece al arciprestazgo de Salvatierra».